# Bynunis
Bynunis – wieś w Armenii, w prowincji Sjunik. W 2011 roku liczyła 176 mieszkańców.